# Aulonocara rostratum
Aulonocara rostratum е вид бодлоперка от семейство Цихлиди (Cichlidae). Видът не е застрашен от изчезване.

## Разпространение
Разпространен е в Малави и Танзания.

## Описание
На дължина достигат до 18 cm.